# Papilio diaphora
Papilio diaphora là một loài bướm thuộc họ Bướm phượng (Papilionidae). 
Loài Papilio diaphora được mô tả năm 1891 bởi Staudinger. Loài bướm Papilio diaphora sinh sống ở .